# Луміна (комуна)
Луміна (рум. Lumina) — комуна у повіті Констанца в Румунії. До складу комуни входять такі села (дані про населення за 2002 рік):
- Луміна (6225 осіб) — адміністративний центр комуни
- Ойтуз (717 осіб)
- Сібіоара (447 осіб)

Комуна розташована на відстані 196 км на схід від Бухареста, 14 км на північний захід від Констанци, 132 км на південь від Галаца.

## Населення
За даними перепису населення 2002 року у комуні проживали 7389 осіб.
Національний склад населення комуни:
| Національність   | Кількість осіб | Відсоток |
| ---------------- | -------------- | -------- |
| румуни           | 6892           | 93,3%    |
| татари           | 306            | 4,1%     |
| цигани           | 94             | 1,3%     |
| турки            | 70             | 0,9%     |
| росіяни-липовани | 13             | 0,2%     |
| німці            | 7              | 0,1%     |
| українці         | 3              | < 0,1%   |
| угорці           | 2              | < 0,1%   |
| болгари          | 1              | < 0,1%   |

Рідною мовою назвали:
| Мова      | Кількість осіб | Відсоток |
| --------- | -------------- | -------- |
| румунська | 6948           | 94,0%    |
| татарська | 299            | 4,0%     |
| циганська | 73             | 1,0%     |
| турецька  | 61             | 0,8%     |
| російська | 4              | 0,1%     |
| угорська  | 2              | < 0,1%   |
| німецька  | 1              | < 0,1%   |

Склад населення комуни за віросповіданням:
| Релігія        | Кількість осіб | Відсоток |
| -------------- | -------------- | -------- |
| православні    | 6206           | 84,0%    |
| римо-католики  | 627            | 8,5%     |
| мусульмани     | 460            | 6,2%     |
| п'ятдесятники  | 32             | 0,4%     |
| баптисти       | 18             | 0,2%     |
| адвентисти     | 16             | 0,2%     |
| лютерани       | 14             | 0,2%     |
| бретрени       | 8              | 0,1%     |
| греко-католики | 2              | < 0,1%   |